# Oecomys rutilus
Espèce
Statut de conservation UICN

 LC  : Préoccupation mineure
Oecomys rutilus, qui a pour nom commun Souris arboricole roussâtre, est une espèce sud-américaine de rongeurs de la famille des Cricetidae.

## Description
Il s'agit de la plus petite espèce d’Oecomys rutilus.
Le pelage est doux et dense, lâche au toucher par rapport au côté du corps (6 à 8 mm au milieu de la croupe). Le robe dorsale est fauve ocre et légèrement plus pâle le long des côtés inférieurs de la tête et du corps, gris chamois brillant. Le pelage ventral est blanc pur de la racine à la pointe et nettement démarqués du dos. La queue est légèrement plus longue que la tête et le corps combinés et d'une couleur brun foncé sur toutes les surfaces ; les poils de la queue sont relativement longs, dissimulant typiquement les rangées d'écailles distales et formant une touffe terminale bien visible.

## Répartition
Oecomys rutilus est présent dans le nord du Brésil, la Guyane, le Guyana, le Suriname et la pointe orientale du Venezuela.
Son habitat naturel est constitué par les forêts primaires et secondaires.

## Parasitologie
Oecomys rutilus est un hôte du Patawa Virus, du genre Mammarenavirus.